# Phòng trưng bày Đông Slovakia
Phòng trưng bày Đông Slovakia (tiếng Slovakia: Východoslovenská galéria), viết tắt là VSG, là một tổ chức văn hóa có trụ sở chính tọa lạc ở số 27 phố Hlavná, thành phố Košice, Slovakia. Một tòa nhà VSG khác tọa lạc ở số 22 phố Alžbetiná, gần nhà thờ Thánh Elisabeth.

## Miêu tả
Phòng trưng bày tập trung vào hoạt động sưu tầm nghệ thuật ở miền Đông Slovakia và giới thiệu đời sống nghệ thuật ở khu vực này. Ngoài các cuộc triển lãm, phòng trưng bày còn chú trọng vào các hoạt động nghiên cứu, cụ thể là lập bản đồ bối cảnh nghệ thuật Đông Slovakia và nghiên cứu về chủ nghĩa hiện đại ở Košice. Trong khuôn viên của phòng trưng bày, du khách có thể tìm hiểu về một loạt các chủ đề, bao gồm nghệ thuật đương đại và nghệ thuật cổ ở trong nước cũng như quốc tế.

## Lịch sử
Phòng trưng bày Đông Slovakia được thành lập vào năm 1951. Đây là phòng trưng bày khu vực đầu tiên ở Slovakia. Trụ sở chính của phòng trưng bày từ năm 1992 đến nay là một tòa nhà cổ được xây dựng vào năm 1779 theo phong cách kiến trúc Baroque - Cổ điển, dựa trên bản thiết kế của một thợ xây người gốc Viên tên là J. Langer. Ở tầng trên của tòa nhà có một hội trường lịch sử. Đây là nơi cuộc họp đầu tiên của chính phủ Mặt trận Quốc gia của người Séc và người Slovakia đã diễn ra vào ngày 5 tháng 4 năm 1945.